# عملية محطة تسريفين
عملية محطة تسريفين هي عملية انتحارية نفذها فدائي في 9 سبتمبر 2003 في محطة للحافلات في وسط إسرائيل بالقرب من قاعدة تسريفين العسكرية. قتل 9 جنود في الهجوم وأصيب أكثر من 15 شخصًا. كان المفجر الفدائي "إيهاب عبد القادر أبو سليم" عضوا في حركة المقاومة حماس الفلسطينية وكان من سكان قرية رنتيس الفلسطينية في الضفة الغربية.

## العملية
خلال ساعات المساء من يوم الثلاثاء الموافق 9 سبتمبر 2003، اقترب الفدائي الفلسطيني الذي كان يحمل حقيبة مليئة بالمتفجرات من محطة للحافلات بالقرب من قاعدة تسريفين العسكرية الإسرائيلية، الواقعة على الجانب الشرقي من ريشون لتسيون. كانت محطة الحافلات مليئة بالجنود الإسرائيليين الذين كانوا في طريقهم إلى المنزل.
حوالي الساعة 17:50 مساءً فجر الفدائي العبوة الناسفة. وأودت قوة الانفجار عن مصرع 9 جنود وجرحت أكثر من 15 جندي.
بعد خمس ساعات من الهجوم، تم تنفيذ هجوم آخر في مقهى هليل بالقدس والذي قتل فيه 7 أشخاص وأصيب أكثر من 30 شخصًا بجروح.

### القتلى
- ضابط أول حاييم الفاسي، 39 عاما، من حيفا[2]
- مساعد ضابط أول يعقوب بن شبات، 39 عاما، من برديس حنا[3]
- العريف مازي جريجو، 19 عامًا، من حولون[4]
- النقيب ياعيل كفير، 21، من عسقلان[5]
- العريف فيليكس نيكولايتشوك، 20 عامًا، من بات يام[6]
- الرقيب إفرات شوارتزمان، 19 عامًا، من جاني يهودا[7]
- الرقيب يوناتان فليج، 21 عاما، من موشاف يانوف[8]
- العريف بروسبر تويتو، 20، من الناصرة العليا[9]
- الرقيب. ليرون سيبوني، 19 عاماً، من رمات غان - توفي متأثراً بجراحه في 19 نوفمبر / تشرين الثاني.[10]

## روابط خارجية
- التفجيرات الانتحارية - تسريفين والقدس - 9 سبتمبر 2003 - نشرت في وزارة الخارجية الإسرائيلية
- أدى تفجيران انتحاريان منفصلان إلى مقتل 15 شخصًا على الأقل في إسرائيل - نُشر على موقع USA Today في 9 سبتمبر 2003
- هجوم انتحاري على قاعدة للجيش الإسرائيلي - نشر على بي بي سي نيوز في 9 سبتمبر 2003
- الشرق الأوسط: انفجار الانتحار يقتل ثمانية - نُشر على قناة سكاي نيوز في 9 سبتمبر 2003